# Mimosa domingensis
Mimosa domingensis är en ärtväxtart som först beskrevs av Dc., och fick sitt nu gällande namn av George Bentham. Mimosa domingensis ingår i släktet mimosor, och familjen ärtväxter. IUCN kategoriserar arten globalt som sårbar. Inga underarter finns listade i Catalogue of Life.